# Firmicus
Firmicus es un género de arañas cangrejo de la familia Thomisidae.

## Especies
- Firmicus abnormis (Lessert, 1923)
- Firmicus arushae Caporiacco, 1947
- Firmicus aurantipes Jézéquel, 1966
- Firmicus biguttatus Caporiacco, 1940
- Firmicus bimaculatus (Simon, 1886)
- Firmicus bipunctatus Caporiacco, 1941
- Firmicus bivittatus Simon, 1895
- Firmicus bragantinus (Brito Capello, 1866)
- Firmicus campestratus Simon, 1907
  - Firmicus campestratus faradjensis (Lessert, 1928)
  - Firmicus campestratus ogoueensis Simon, 1907
- Firmicus dewitzi Simon, 1899
- Firmicus duriusculus Simon, 1903
- Firmicus haywoodae Jézéquel, 1964
- Firmicus insularis (Blackwall, 1877)
- Firmicus lentiginosus (Simon, 1886)
- Firmicus paecilipes Caporiacco, 1940
- Firmicus strandi Caporiacco, 1947
- Firmicus werneri Simon, 1906

#### En sinonimia
- Firmicus marginatus Simon, 1897 = Firmicus insularis (Blackwall, 1877)